# 圣于萨日 (奥布省)
圣于萨日（法語：Saint-Usage，法語發音：[sɛ̃.t‿yzaʒ]）是法国奥布省的一个市镇，位于该省东南部，属于特鲁瓦区。该市镇的总面积为16,3平方公里，2009年时的人口为76人。

## 人口
圣于萨日人口变化图示
| 数据来源：INSEE |